# OKM Centrometal
OK Međimurje Centrometal (w skrócie OKM Centrometal) – chorwacki klub siatkarski z siedzibą we wsi Črečan. Został założony w 1971 roku pod nazwą OK Črečan. W sezonie 2002/2003 zadebiutował w najwyższej klasie rozgrywkowej – 1. lidze (obecnie pod nazwą Superliga).
Większość swoich meczów domowych rozgrywa w hali sportowej w kompleksie Sport Hub (dawniej pod nazwą SGC Aton) w miejscowości Nedelišće.

## Historia
Historia siatkówki we wsi Črečan sięga lat 50. XX wieku. Pierwszy zespół powstał w 1956 roku. W latach 60. brał udział w lokalnych turniejach, jednak poza zorganizowanym systemem ligowym. Klub pod nazwą OK Črečan został oficjalnie założony w 1971 roku pod kierownictwem Ivana Ladicia, któremu pomagali m.in. Franjo Dolar, Ivan Horvat-Furi, Marijan Kirić i Dražen Horvat. Początkowo klub grał w ówczesnej gminnej lidze, a nieco później także w lidze międzygminnej. Swoje mecze rozgrywał na kilku otwartych boiskach, aż do 1979 roku, kiedy wybudowano asfaltowe boisko na terenie miejscowego parku.
Do lat 90. zespół uczestniczył wyłącznie w rozgrywkach lokalnych i okręgowych. W sezonie 1994/1995 w lidze okręgowej (chorw. međužupanijska liga), stanowiącej czwarty poziom rozgrywkowy, OK Črečan wygrał wszystkie mecze, a dzięki zaangażowaniu działaczy uzyskał bezpośredni awans do 2. ligi. W 1995 roku została otwarta hala sportowa przy szkole w miejscowości Nedelišće, w której od tej pory drużyna rozgrywała swoje mecze. Od połowy lat 90. klub nastawił się na szkolenie młodzieży, która w późniejszych latach tworzyła trzon pierwszego zespołu. Najważniejszym osiągnięciem było zdobycie wicemistrzostwa Chorwacji wśród młodszych kadetów w 1997 roku.
W sezonie 2001/2002 OK Črečan zajął 2. miejsce w 2. lidze, a po zwycięstwie w meczu kwalifikacyjnym z OK Opatija awansował do 1. ligi. Przed debiutanckim sezonem w najwyższej klasie rozgrywkowej tytularnym sponsorem klubu zostało przedsiębiorstwo Centrometal, a drużyna występowała pod nazwą OK Črečan Centrometal. W pierwszych latach gry w 1. lidze zespół plasował się w dolnej i środkowej części tabeli. W 2004 roku OK Črečan Centrometal zajął 4. miejsce w turnieju finałowym Pucharu Chorwacji. Przed sezonem 2006/2007 klub zmienił nazwę na OK Međimurje Centrometal (OKM Centrometal).
W maju 2008 roku w miejscowości Nedelišće otwarto sportowo-gimnastyczne centrum Aton (chorw. sportsko-gimnastički centar Aton, SGC Aton), w którym drużyna rozgrywa większość meczów domowych.
Od sezonu 2013/2014 OKM Centrometal znajduje się w szerokiej czołówce, kończąc rozgrywki najczęściej na miejscach 4–5. W sezonie 2015/2016 drużyna zajęła 3. miejsce w klasyfikacji końcowej 1. A ligi, a w latach 2004, 2014, 2016 i 2025 doszła do półfinału Pucharu Chorwacji.
W sezonie 2016/2017 OKM Centrometal zadebiutował w europejskich pucharach. W 1/16 finału Pucharu Challenge przegrał dwumecz ze słoweńskim klubem SIP Šempeter. Po raz drugi w europejskich rozgrywkach wystąpił w sezonie 2024/2025. W 1/32 finału Pucharu Challenge odpadł po dwumeczu z węgierskim zespołem MÁV Előre Foxconn.

## Bilans sezonów
| Sezon                                                                               | Rozgrywki ligowe    | Rozgrywki ligowe | Puchar      |
| Sezon                                                                               | Poziom              | Miejsce          | Puchar      |
| ----------------------------------------------------------------------------------- | ------------------- | ---------------- | ----------- |
| 1994/1995                                                                           | Međužupanijska liga | 1/8              | —           |
| 1995/1996                                                                           | 2. liga (sjever)    | 8/10             | —           |
| 1996/1997                                                                           | 2. liga (sjever)    | 7/10             | —           |
| 1997/1998                                                                           | 2. liga (centar)    | 7/10             | —           |
| 1998/1999                                                                           | 2. liga (zapad)     | 7/8              | —           |
| 1999/2000                                                                           | 2. liga             | 4/7              | —           |
| 2000/2001                                                                           | 2. liga (centar)    | 3/11             | —           |
| 2001/2002                                                                           | 2. liga (centar)    | 2/12             | —           |
| 2002/2003                                                                           | 1. liga             | 11/12            | ćwierćfinał |
| 2003/2004                                                                           | 1. liga             | 6/12             | 1/8 finału  |
| 2004/2005                                                                           | 1. liga             | 7/12             | 4. miejsce  |
| 2005/2006                                                                           | 1. liga             | 10/12            | ćwierćfinał |
| 2006/2007                                                                           | 1. A liga           | 8/12             | 1/8 finału  |
| 2007/2008                                                                           | 1. A liga           | 8/12             | ćwierćfinał |
| 2008/2009                                                                           | 1. A liga           | 9/12             | ćwierćfinał |
| 2009/2010                                                                           | 1. A liga           | 8/12             | 1/8 finału  |
| 2010/2011                                                                           | Superliga           | 8/12             | ćwierćfinał |
| 2011/2012                                                                           | 1. A liga           | 7/16             | ćwierćfinał |
| 2012/2013                                                                           | 1. A liga           | 6/16             | 1/8 finału  |
| 2013/2014                                                                           | 1. A liga           | 4/14             | ćwierćfinał |
| 2014/2015                                                                           | 1. A liga           | 5/16             | półfinał    |
| 2015/2016                                                                           | 1. A liga           | 3/14             | ćwierćfinał |
| 2016/2017                                                                           | Superliga           | 5/15             | półfinał    |
| 2017/2018                                                                           | Superliga           | 5/8              | ćwierćfinał |
| 2018/2019                                                                           | Superliga           | 5/8              | półfinał    |
| 2019/2020                                                                           | Superliga           | 9/12             | ćwierćfinał |
| 2020/2021                                                                           | Superliga           | 5/11             | ćwierćfinał |
| 2021/2022                                                                           | Superliga           | 5/12             | ćwierćfinał |
| 2022/2023                                                                           | Superliga           | 4/12             | ćwierćfinał |
| 2023/2024                                                                           | Superliga           | 4/12             | ćwierćfinał |
| 2024/2025                                                                           | Superliga           | 4/10             | półfinał    |
| Źródło: Poziom rozgrywek: pierwszy poziom drugi poziom trzeci poziom czwarty poziom |                     |                  |             |

## Udział w europejskich pucharach
| Sezon     | Rozgrywki        | Osiągnięcie |
| --------- | ---------------- | ----------- |
| 2016/2017 | Puchar Challenge | 1/16 finału |
| 2024/2025 | Puchar Challenge | 1/32 finału |
| Źródło:   |                  |             |